# Brian Lochore
(Brian Lochore in una nota a sua moglie, 1971)
Sir Brian James Lochore (Masterton, 3 settembre 1940 – Masterton, 3 agosto 2019) è stato un rugbista a 15 e allenatore di rugby a 15 neozelandese, C.T. degli All Blacks campioni del mondo 1987.

## Biografia
Appassionato di cavalli fin da piccolo, tanto da voler fare il fantino (proposito abbandonato quando, con la crescita, si approssimò ai due metri d'altezza), Lochore praticò con successo da ragazzo il tennis in alternativa al rugby.

### Carriera da giocatore
Nel 1956 fu nella prima squadra della scuola superiore di Wairarapa, e nel 1959 fu in una selezione mista interprovinciale Wairarapa-Bush che affrontò in un incontro infrasettimanale i British Lions in tour in Nuova Zelanda.
Fin dal 1961 in orbita-Nazionale, debuttò con gli All Blacks nel gennaio 1964 a Twickenham contro l'Inghilterra; fu presente nelle Bledisloe Cup del 1967 e 1968 che si risolsero in altrettante vittorie contro l'Australia.
Nel 1966 divenne capitano della Nazionale e tale rimase fino al 1970, anno in cui prese la decisione di ritirarsi dall'attività agonistica.
Fu, tuttavia, richiamato per una situazione d'emergenza quando, nel luglio 1971, di nuovo contro i British Lions in visita in Nuova Zelanda, la selezione mista Wairarapa-Bush aveva bisogno di un sostegno in terza linea dopo che il titolare si era reso indisponibile per infortunio; quella che Lochore pensava fosse la sua ultima partita fu invece la penultima, perché il C.T. degli All Blacks lo convocò per il terzo incontro della serie contro la formazione interbritannica.
Lochore partì per Wellington senza avere avuto il tempo di avvertire sua moglie, alla quale lasciò una breve nota lasciandole detto che l'avrebbe richiamata il prima possibile, e fu schierato in campo per la sua ultima partita in assoluto il 31 luglio, una sconfitta 3-13.
Ancora in attività era stato insignito dell'onorificenza di Ufficiale dell'Ordine dell'Impero Britannico per il suo contributo al rugby.

### Carriera da allenatore
Lochore trascorse parte degli anni settanta allenando il suo locale club a Masterton, poi nel 1980 fu chiamato a dirigere la provincia di Wairarapa-Bush (nata nel 1971 dall'unione delle due province che costituiscono il nome), che condusse alla promozione nella prima divisione del campionato nazionale provinciale.
Nel 1983 divenne osservatore federale per la Nazionale e nel 1985 gli fu affidato l'incarico di C.T. degli All Blacks in preparazione alla Coppa del Mondo di rugby 1987, la prima della storia.
In tale torneo guidò la squadra in sei vittorie su sei incontri (apertura ufficiale contro l'Italia, primo incontro della storia della Coppa del Mondo, finale contro la Francia battuta 29-9), e fu il primo C.T. a guidare una selezione internazionale alla vittoria mondiale.
Dimessosi dall'incarico alla fine della competizione, fu il team manager della squadra che partecipò alla Coppa del Mondo di rugby 1995.
Quando pochi mesi più tardi il rugby a 15 divenne professionistico, Lochore fu uno degli elementi che più si adoperò per evitare che numerosi giocatori abbandonassero il Paese per aderire a una nuova Lega professionistica di base in Australia, convincendoli personalmente a mettersi sotto contratto con la Federazione neozelandese.

### Riconoscimenti
A parte il citato conferimento di membro dell'Ordine dell'Impero Britannico nel 1970, Brian Lochore, nella vita di tutti i giorni agricoltore, fu ammesso nel 1999 nell'International Rugby Hall of Fame e, nello stesso anno, fu insignito dell'onorificenza di Cavaliere dell'Ordine al Merito della Nuova Zelanda, con relativa acquisizione del titolo di Sir.
Nel 2007 fu altresì insignito dell'onorificenza di Membro aggiunto dell'Ordine della Nuova Zelanda, che prevede un numero limitato di componenti (21 ordinari incluso il sovrano del Regno Unito che ne è il capo).
Nel 2011, inoltre, fu ammesso nell'International Rugby Board Hall of Fame.
Al suo nome è, infine, intitolata dal 2006 la Lochore Cup, uno dei due trofei annualmente in palio nell'Heartland Championship, il campionato nazionale cadetto del National Provincial Championship.

### Morte
Lochore è scomparso a 78 anni nell'estate 2019 per un tumore al colon.

## Palmarès

### Allenatore
- Coppe del mondo: 1
Nuova Zelanda: 1987